# Раде Богданович
Раде Богданович е сръбски футболист.

## Национален отбор
Записал е и 3 мача за националния отбор на Сърбия.
| Сърбия | Сърбия | Сърбия |
| Година | Мачове | Голове |
| ------ | ------ | ------ |
| 1997   | 3      | 2      |
| Общо   | 3      | 2      |